# 光風貞太郎
光風 貞太郎（てるかぜ さだたろう、1894年10月1日 - 1941年11月24日）は、秋田県由利郡子吉村（現在の由利本荘市）出身で出羽海部屋に所属した大相撲力士。本名は小番 貞藏。身長178cm、体重94kg。最高位は西小結（1926年1月場所）。得意技は突っ張り、押し、寄り。引退後は年寄待乳山として後進の指導につとめた。四股名の命名者は須藤善一郎。

## 来歴
横綱大砲の待乳山部屋に入門。1914年1月場所に初土俵をふんだ。その後、師匠の死のために出羽海部屋に移籍した。1919年1月に新十両、1922年1月場所に入幕した。突き押し得意であったが、幕内中堅力士として腰を据えていた。1925年が最盛期で、1月場所は8勝2敗、5月場所には大関太刀光を引き落としに破る殊勲の星も含めて7勝3敗1分と連続して勝ち越し、1926年1月場所に小結に昇進した。しかしその場所、3勝7敗と負け越すと、その後は土俵に上がることなく休場を続け、1927年3月場所限りで引退、年寄待乳山を襲名した。
引退後の1930年5月に部屋を興したが関取を出すことなく、1934年5月に部屋を閉じた。その後1941年5月場所限りで年寄も廃業し、まもなく亡くなった。

## 主な成績
- 通算成績：88勝61敗5分2預48休 勝率.591
- 幕内成績：38勝39敗4分45休 勝率.494
- 現役在位：27場所
- 幕内在位：12場所
- 三役在位：1場所 (小結1場所）
- 各段優勝
  - 序ノ口優勝：1回（1915年6月場所）

### 場所別成績
| 1914年 （大正3年） | （前相撲）               | x                        | 東序ノ口33枚目 3–2       | x |
| 1915年 （大正4年） | x                        | x                        | 東序ノ口17枚目 優勝 5–0  | x |
| 1916年 （大正5年） | 西序二段41枚目 3–1–1     | x                        | 西序二段8枚目 4–1        | x |
| 1917年 （大正6年） | 東三段目46枚目 4–1       | x                        | 東三段目14枚目 2–2 (1預) | x |
| 1918年 （大正7年） | 東三段目2枚目 4–1        | x                        | 東幕下24枚目 4–0 (1引分) | x |
| 1919年 （大正8年） | 東十両11枚目 2–2 (1預)   | x                        | 西十両14枚目 3–2         | x |
| 1920年 （大正9年） | 西十両12枚目 4–1         | x                        | 西十両4枚目 3–5          | x |
| 1921年 （大正10年） | 東十両9枚目 4–1          | x                        | 東十両2枚目 5–3          | x |
| 1922年 （大正11年） | 東前頭11枚目 5–5         | x                        | 西前頭3枚目 5–5          | x |
| 1923年 （大正12年） | 東前頭4枚目 3–6–1        | x                        | 西前頭9枚目 4–7          | x |
| 1924年 （大正13年） | 西前頭12枚目 3–4 (3引分) | x                        | 東前頭10枚目 0–0–11      | x |
| 1925年 （大正14年） | 東前頭17枚目 8–2–1       | x                        | 西前頭6枚目 7–3 (1引分)  | x |
| 1926年 （大正15年） | 西小結 3–7–1             | x                        | 東前頭3枚目 0–0–11       | x |
| 1927年 （昭和2年） | 西前頭12枚目 0–0–11      | 西前頭12枚目 引退 0–0–11 | x                        | x |
| 各欄の数字は、「勝ち-負け-休場」を示す。 優勝 引退 休場 十両 幕下 三賞：敢=敢闘賞、殊=殊勲賞、技=技能賞 その他：★=金星 番付階級：幕内 - 十両 - 幕下 - 三段目 - 序二段 - 序ノ口 幕内序列：横綱 - 大関 - 関脇 - 小結 - 前頭（「#数字」は各位内の序列） |                          |                          |                          |   |